# Guy Janiszewski
Guy Janiszewski (Herstal, 24 gennaio 1959) è un ex ciclista su strada belga, professionista dal 1981 al 1985.

## Palmarès

### Strada
- 1979 (Dilettanti)

Herstal
- 1981 (Boule d'or, una vittoria)

6ª tappa Volta Ciclista a Catalunya (Lleida > Salou)

#### Altri successi
- 1983 (Boule d'Or)

GP Kayldall

### Pista
- 1977

Campionati belgi, Inseguimento a squadre Juniores (con Serge Collard, Joseph Smeets e Daniel Vandersteen)
Campionati belgi, Corsa a punti Juniores

## Piazzamenti

### Grandi Giri
- Giro d'Italia

1984: ritirato (15ª tappa)
- Tour de France

1982: 101º
1983: 77º
- Vuelta a España

1983: non partito (14ª tappa)

### Classiche monumento
- Liegi-Bastogne-Liegi

1981: 25º
1983: 44º